# Keytrade Bank
Keytrade Bank is een Belgische internetbank. De bank heeft haar hoofdkantoor in Brussel en bezit dochtermaatschappijen in Luxemburg en in Genève (Zwitserland). Sinds 18 juli 2012 is Keytrade Bank ook actief als online broker op de Nederlandse beleggingsmarkt.
Het bedrijf werd als VMS-Keytrade opgericht in 1998 door de broers Zurstrassen en Grégoire de Streel, de stichters van de Belgische internetaanbieder Skynet. Door de overname van RealBank in 2002 werd het een volwaardige bank en kreeg ze haar huidige naam. Sinds januari 2007 maakt Keytrade Bank deel uit van het Belgische Landbouwkrediet, dat op 1 april 2013 werd herdoopt tot Crelan.
Keytrade Bank biedt volwaardige traditionele bankdiensten, maar biedt aan particulieren ook de mogelijkheid via internet te investeren op de belangrijkste wereldmarkten.
In juli 2009 nam Keytrade de Belgische rekeningen van de failliete Kaupthing Bank over. Deze IJslandse bank was ook in België actief vanuit haar Luxemburgse filiaal, maar kwam eind 2008 in problemen door de kredietcrisis, waarbij alle Belgische rekeningen van klanten geblokkeerd werden.
Begin 2016 werd Keytrade Bank verkocht aan de Franse bank Crédit Mutuel Arkéa. Crédit Mutuel Arkéa was reeds eigenaar van Fortuneo Belgium en besloot dan ook tot een fusie van beide entiteiten waarbij geopteerd werd voor een migratie van alle klanten op het Keytrade platform. De Belgische banklicentie van Keytrade werd niet behouden: de activiteiten vallen vanaf eind 2016 onder de Franse moederholding.
Eind juli 2019 zet Keytrade een nieuwe belangrijke stap met de overname van 43.000 klanten en een beheerd vermogen van twee miljard euro van de Belgische tak van Moneyou, een dochter van de Nederlandse bank ABN AMRO.